# بطارية زر

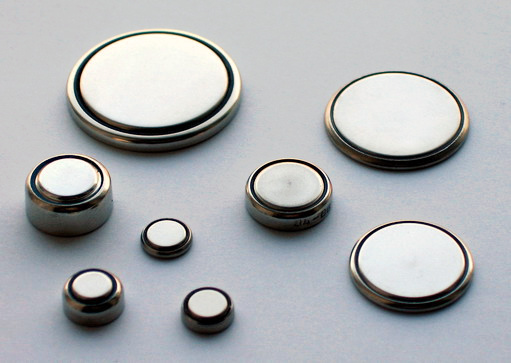
مجموعة متنوعة من البطاريات القرصية بأحجام مختلفة.

الخلية الزرّية، أو بطارية الساعة، أو البطارية القرصية، هي بطارية صغيرة الحجم مكونة من خلية كيميائية كهربائية واحدة، وتأخذ شكل أسطوانة قصيرة ومسطحة يتراوح قطرها عادةً بين 5 إلى 25 ملم (0.197 إلى 0.984 بوصة)، وارتفاعها بين 1 إلى 6 ملم (0.039 إلى 0.236 بوصة)، مما يجعل شكلها يشبه الزر.
عادةً ما يُصنع الهيكل السفلي للبطارية (وهو القطب الموجب) من الفولاذ المقاوم للصدأ (ستانلس ستيل)، بينما يُغطّى الجزء العلوي المعدني المعزول (وهو القطب السالب) بغطاء معدني منفصل.
تُستخدم البطاريات الزرّية في تشغيل الأجهزة الإلكترونية المحمولة صغيرة الحجم، مثل: الساعات اليدوية، والآلات الحاسبة الصغيرة، وأجهزة فتح السيارات عن بُعد. وتُعرف النسخ الأكبر حجمًا منها عادةً باسم البطاريات القرصية. وغالبًا ما تُصمم الأجهزة التي تستخدم هذه البطاريات بحيث تعمل لفترات طويلة دون استبدال، قد تتجاوز السنة الواحدة في الاستخدام المستمر، كما في الساعات.
معظم البطاريات الزرّية من نوع البطاريات الأولية غير القابلة لإعادة الشحن، ولكن توجد أيضًا أنواع قابلة للشحن تُعرف باسم البطاريات الثانوية. ومن أشهر التركيبات الكيميائية المستخدمة في تصنيع هذه البطاريات: الزنك، والليثيوم، وثاني أكسيد المنغنيز، وأكسيد الفضة. أما بطاريات أكسيد الزئبق، فكانت شائعة سابقًا، لكنها لم تعد تُستخدم بسبب سمّية الزئبق وتأثيره البيئي الضار.
تُعد البطاريات الزرّية خطيرة على الأطفال الصغار، إذ إن ابتلاعها قد يؤدي إلى حروق داخلية شديدة، وإصابات خطيرة، وقد تصل إلى الوفاة. وقد حاولت بعض الشركات، مثل دوراسيل، الحد من هذه المخاطر عبر طلاء البطاريات بطبقة ذات مذاق مُر للحد من احتمال ابتلاعها.

## الخواص الكيميائية
الخلايا ذات التركيبات الكيميائية المختلفة المصنّعة بالحجم نفسه قابلة للتبادل ميكانيكيًا. ومع ذلك، يمكن أن تؤثر التركيبة الكيميائية على عمر الخدمة وثبات الجهد. قد يؤدي استخدام خلية غير مناسبة إلى قِصر عمر البطارية أو تشغيل غير سليم (على سبيل المثال، يتطلب قياس الضوء في الكاميرات جهداً ثابتاً، لذا غالبًا ما يُوصى باستخدام خلايا الفضة). في بعض الأحيان، تكون هناك خلايا مختلفة من نفس النوع والحجم والسعة، لكنها مُحسّنة لأحمال مختلفة باستخدام إلكتروليتات مختلفة، مما يؤدي إلى أن إحداها قد تقدم عمر خدمة أطول عند توفير تيار عالٍ نسبيًا.
تُصنّع البطاريات القلوية بنفس أحجام الأزرار مثل الأنواع الأخرى، لكنها عادةً ما توفر سعة وجهداً أقل استقرارًا مقارنةً بخلايا أكسيد الفضة أو الليثيوم الأغلى ثمناً.
قد تتميز خلايا الفضة بجهد خرج مستقر حتى ينخفض فجأة عند نهاية عمر البطارية. ويختلف هذا حسب نوع الخلية؛ إذ تقدم شركة مصنّعة واحدة (إينرجايزر Energizer) ثلاث خلايا أكسيد فضة من نفس الحجم: 357–303، و357-303H، وEPX76، بسعات تتراوح من 150 إلى 200 مللي أمبير-ساعة، وخصائص جهد تتراوح من تناقص تدريجي إلى ثابت نسبيًا، وبعضها مخصص للتفريغ المنخفض المستمر مع نبضات عالية عند الطلب، وأخرى مخصصة للاستخدام في التصوير. توفر بطاريات الزئبق أيضًا جهداً ثابتًا، لكنها محظورة في العديد من البلدان بسبب سُميتها وتأثيرها البيئي.
تستخدم بطاريات الزنك-الهواء الهواء كمزيل للاستقطاب، ولديها سعة أعلى بكثير من الأنواع الأخرى، لأنها تأخذ الأوكسجين من الغلاف الجوي. وتحتوي الخلايا على ختم محكم يجب إزالته قبل الاستخدام؛ وبعد ذلك، ستجف خلال بضعة أسابيع بغض النظر عن الاستخدام.
للمقارنة، أُدرجت خصائص بعض الخلايا من شركة واحدة في عام 2009، بقطر 11.6 ملم وارتفاع 5.4 ملم، كما يلي:
- أكسيد الفضة: سعة 200 مللي أمبير-ساعة حتى جهد نهائي 0.9 فولت، مقاومة داخلية 5–15 أوم، وزن 2.3 غرام
- القلوية (ثاني أكسيد المنغنيز): 150 مللي أمبير-ساعة (حتى 0.9 فولت)، مقاومة 3–9 أوم، وزن 2.4 غرام
- الزئبق: 200 مللي أمبير-ساعة، وزن 2.6 غرام
- الزنك-الهواء: 620 مللي أمبير-ساعة، وزن 1.9 غرام

قد تُظهر أوراق بيانات شركة مصنّعة، وجود خلية قلوية عالية السعة تقارب سعتها بعض خلايا الفضة ذات السعة المنخفضة؛ أو خلية فضية معينة بسعة مضاعفة مقارنة بخلية قلوية معينة. إذا كان الجهاز يحتاج إلى جهد مرتفع نسبيًا (مثل 1.3 فولت) ليعمل بشكل صحيح، فإن الخلية الفضية التي تتميز بمنحنى تفريغ ثابت ستقدم عمر خدمة أطول بكثير من الخلية القلوية — حتى لو كانت كلتاهما بنفس السعة الاسمية بوحدة مللي أمبير-ساعة حتى جهد نهائي 0.9 فولت. وإذا بدا أن الجهاز "يستهلك" البطاريات بسرعة بعد استبدال البطارية الأصلية، فقد يكون من المفيد التحقق من متطلبات الجهاز وخصائص البطارية البديلة. فمثلًا، يُشترط لبعض الفرجارات الرقمية (digital calipers) جهد لا يقل عن 1.25 فولت لتعمل، بينما يتطلب البعض الآخر 1.38 فولت.
ورغم أن البطاريات القلوية، وأكسيد الفضة، والزئبق بالحجم نفسه قد تكون قابلة للتبادل ميكانيكيًا في أي جهاز، فإن استخدام خلية بالجهد الصحيح ولكن بخصائص غير مناسبة قد يؤدي إلى قصر عمر البطارية أو فشل الجهاز في العمل. أما البطاريات الأولية الشائعة المصنوعة من الليثيوم، والتي تملك جهدًا اسميًا يقارب 3 فولت، فهي لا تُصنع بأحجام قابلة للتبادل مع البطاريات ذات الجهد 1.5 فولت. وقد يؤدي استخدام بطارية بجهد أعلى بكثير مما صُمم له الجهاز إلى تلف دائم.